# Чорно-жовтий альянс

Прапор Габсбурзької монархії та Австрійської імперії (використовувався близько 1700-1867 років)

Мапа нової імперії, що пропонується ЧЖА

Чорно-жовтий альянс (нім. Schwarz-Gelbe Allianz) — монархічний рух в Австрії, що було засновано 6 серпня 2004 року. Їхня мета — відновлення монархічної форми державного правління в Австрії, а також центральноєвропейського монархічного союзу держав, що виникла після розпаду Австро-Угорської імперії.

## Історія
Після більш ніж 800-річного правління дому Габсбургів австрійська монархія припинила існування після перемоги держав Антанти в Першій світовій війні, і постала Перша Австрійська Республіка. Чорно-жовтий альянс був створений групою монархістів з різних організацій у 2004 році.
Чорно-жовтий альянс закликає до відновлення спадкової монархії в Центральній Європі та виступає за союз Австрії, Угорщини, Хорватії, Чехії, Словенії та Словаччини, об’єднаних під спільним імператором.

## Міжнародна співпраця
Організація підтримує зв'язок з Російським імперським рухом. 9 листопада 2019 року Станіслав Воробйов, лідер РІХ, брав участь у «Другому конгресі європейських монархістів», що проводився в готелі Шонбрунн, який раніше був гостьовим будинком австро-угорського імператора Франца Йосифа I.

## Лідери
Президентом організації до 6 грудня 2013 року була професорка школи туризму докторка Гельґа Верено. Станом на 2017 рік головою партії є Ніколь Фара.